# Croutelle
Croutelle é uma comuna francesa na região administrativa da Nova Aquitânia, no departamento de Vienne. Estende-se por uma área de 1,48 km². Em 2010 a comuna tinha 888 habitantes (densidade: 600 hab./km²).